# Eusmilia fastigiata
Eusmilia fastigiata är en korallart som först beskrevs av Peter Simon Pallas 1766.  Eusmilia fastigiata ingår i släktet Eusmilia och familjen Meandrinidae. IUCN kategoriserar arten globalt som livskraftig. Inga underarter finns listade i Catalogue of Life.

## Bildgalleri

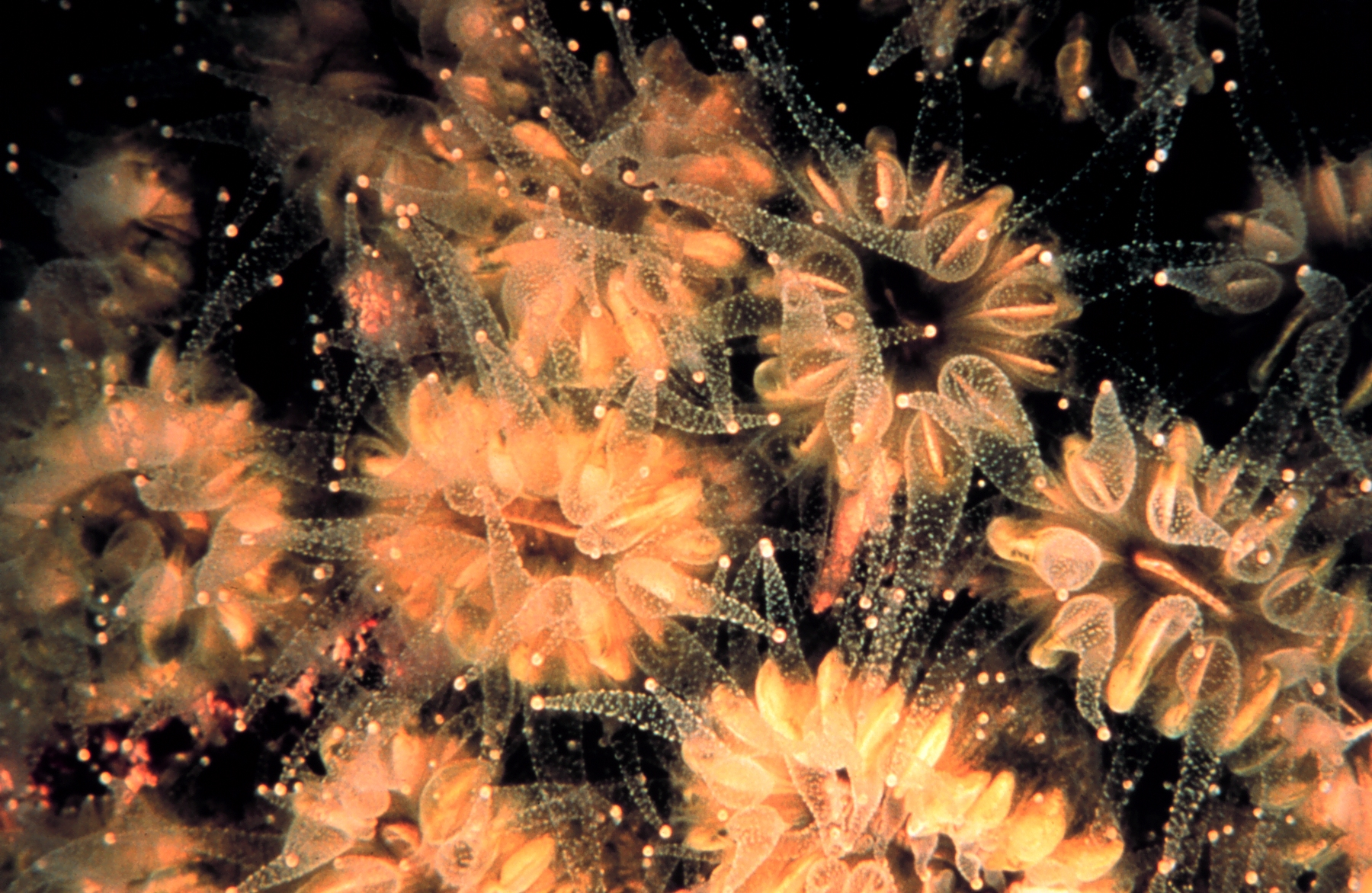